# 法司努单抗
法司努单抗（INN：Fasinumab）是一种人单克隆抗体，设计用于治疗急性坐骨神经痛。该药物由梯瓦制药工业有限公司和再生元制药公司合作开发。目前正处于III期试验（NCT03245008、NCT02683239和NCT03161093）。